# Wärme-Contracting
Wärme-Contracting ist eine seit den 1990er Jahren vor allem in Deutschland von Hauseigentümern und Vermietern in Anspruch genommene Dienstleistung der Energielieferung, welche in der Regel von mittelständischen Heizungsbauunternehmen sowie öffentlichen und privaten Energielieferanten angeboten wird.
Kern des Geschäfts (englisch contract) ist die Auslagerung der Investitionen für die erstmalige Errichtung oder Modernisierung von zentralen Heizanlagen vom Gebäudeeigentümer an einen Unternehmer (englisch contractor). Der Hauseigentümer räumt dem Contractor in einem Wärmelieferungsvertrag mit langer Laufzeit (10–15 Jahre) das exklusive Recht ein, seine Mieter bzw. die Liegenschaft mit Heizwärme und gegebenenfalls Warmwasser aus einer Zentralheizung zu versorgen. Der Wärmelieferant (Contractor) ist durch die langen Laufzeiten in der Lage, seine Investitionen in die Heizungsanlagen auf 10–15 Jahresraten umzulegen. Der Wärme-Contracting-Markt hat in Deutschland ein Umsatzvolumen von ca. 1 Mrd. € pro Jahr erreicht.
Beim so genannten Teil-Contracting wird die Wärmelieferung vom Contractor übernommen, beim Full-Contracting wird vom Contractor zusätzlich die Anlagentechnik betrieben und die Kosten direkt mit dem Mieter abgerechnet.

## Gründe für die Entscheidung zum Wärme-Contracting
Tausende Vermieter haben in den letzten Jahren von dieser neuen Dienstleistung in Deutschland Gebrauch gemacht. Vorteil für den Vermieter ist, dass keine Eigenmittel benötigt werden, zum anderen, dass sich auf diesem Weg das Mieter-Vermieter-Dilemma, verursacht durch das deutsche Mietrecht, vermeiden lässt. Auch der Aufwand für die Heizkostenabrechnung und das Zahlungsausfallwagnis entfällt unter Umständen.
Es werden Risiken auf den Contractor übertragen, die sonst der Vermieter/Eigentümer zu tragen hat. In der Regel plant und baut ein Contractor die Wärmeversorgungsanlage für das/die zu versorgende/n Gebäude passgenau und effizient, da die Erzeugungs-, Abgas-, Stillstandsverluste und unter Umständen auch die Verteilungsverluste einer Versorgungsanlage auf der Seite des Contractors liegen.

## Wirtschaftliche Betrachtung
Betrachtet man das Modell von der Kosten-Nutzen-Seite her, fällt auf, dass es keine klaren Maßstäbe für das Äquivalenzverhältnis zwischen Leistung und Gegenleistung gibt. Auch dann, wenn der Contractor im Mietrechtscontracting einfach nur eine veraltete Technik des Vermieters (z. B. einen veralteten Heizkessel) über einen Pachtvertrag zur Wärmeerzeugung nutzt, also im Extremfall nur ein reines Betreiben der Anlage durch einen zwischengeschalteten Dritten vorliegt, wird dies rechtlich als Wärme-Contracting aufgefasst. Da der Vermieter die Kosten auf den Mieter einfach nur umlegt, gibt es in dem Dreiecksverhältnis Mieter – Vermieter – Contractor keinen aus dem Interessengegensatz der Parteien herrührenden Ansporn für die Modernisierung der Wärmeerzeugungstechnik. 
Beim Teil-Contracting beispielsweise investiert der Contractor nichts, der Vermieter jedoch erhält für die vorgenommene Investition eine Pachtzahlung. Der Mieter muss die in den Wärmebezugskosten enthaltenen Mehrkosten tragen. Es wird Aufgabe des Gesetzgebers sein, die Rahmenbedingungen zu schaffen, die mehr Transparenz fördern und es für die Contractoren schon aus eigenem Antrieb – zur Kosteneinsparung bei der Erzeugung der Wärme – sinnvoll erscheinen lassen, tatsächlich in die Modernisierung der Wärmeerzeugungstechnik zu investieren.

## Rechtslage und Kritik
Im Rahmen der Mietrechtsreform 2001 vermied der Gesetzgeber eine gesetzliche Regelung. Durch das Mietrechtsänderungsgesetz vom 11. März 2013 wurde § 556c in das BGB eingefügt, der die wesentlichen Voraussetzungen für die Umlage der Kosten bei einer Umstellung im laufenden Mietverhältnis regelt. Einzelheiten werden in der Wärmelieferverordnung geregelt. Diese enthält auch Bestimmungen zur Kostenneutralität. Die bis dahin ergangene Rechtsprechung (vgl. u.) wurde dadurch gegenstandslos.
Es entstehen im Vergleich zur Realisierung in Eigenregie keine Effizienzgewinne und keine Kostenvorteile, Nachteile dagegen durch die langfristige Bindung an einen Energieträger.
Das Wärme-Contracting beschränkt sich auf die Anlagentechnik. Hierdurch ergeben sich Einsparpotentiale von etwa 20 % im Wärmebereich. Werden keine zusätzlichen Maßnahmen zur Gebäudedämmung (Fenster, Außenwände) ergriffen, bleiben die größten Einsparpotentiale ungenutzt.

## Wärme-Contracting in der Rechtsprechung

### Entscheidungen durch den Bundesgerichtshof bis 2006
Vier Fälle gelangten 2005 und 2006 zur höchstrichterlichen Entscheidungsreife. 
Mit Urteil vom 6. April 2005 wegen eines Falls in Köln-Mülheim setzte der BGH die Contractingbranche in Aufregung, weil nach Auffassung der Richter die häufig bedeutend höheren Kosten des Contracting im Vergleich zur Wärmeversorgung der Immobilie in Eigenregie des Vermieters oder Verwalters nur dann auf den Mieter umlegbar sind, wenn dies im Mietvertrag entsprechend vereinbart wurde (BGH, Urteil vom 6. April 2005, Az. VIII ZR 54/04). Im Grunde geht es darum, wie eine so genannte „unbillige Doppelbelastung“ mit Investitionen für die Heizanlage zu Lasten des Mieters rechtlich gehandhabt wird.
Mit einem zweiten Urteil im Sommer 2005 deutete der BGH mit Urteil vom 1. Juni 2005 (Az. VIII ZR 84/04, WM 2005, S. 456) zu einem Fall in Dresden an, dass er die Lösung derzeit eher auf der Seite der Heizkosten (Wärmekosten) anstrebt. Konkret bedeutet dies, dass der BGH eine Reduzierung der Nettokaltmiete um die anteiligen Investitionen für die Heizanlage momentan nicht als die (eigentlich naheliegende) Lösung sehen kann oder sehen möchte. 
Die erwartete Revision gegen ein Urteil des Landgerichts Berlin vom 30. August 2004 fiel aus, weil die Vermieterseite nach einer für sie ungünstigen Vorabauskunft durch den BGH die Revision vor Verhandlungsbeginn zurückgezogen hat. 
Der Rechtsstreit seit Herbst 2002 zwischen den vom Mieterverein Bochum, Hattingen und Umgegend vertretenen Mietern gegen das Immobilienunternehmen Viterra AG (gehört inzwischen seit 2005 der Deutschen Annington) wurde zunächst vom Landgericht Bochum für die Mieter günstig beschieden. Der Bundesgerichtshof bestätigte die Position des Landgerichts (BGH, Urteil vom 6. April 2005, Az. VIII ZR 54/04). Etwa 8.000 Haushalte sind von dieser Entscheidung direkt betroffen.

### Neue Rechtsprechung seit 2007
Der BGH hat durch sein Urteil vom 27. Juni 2007 (Az. VIII ZR 202/06, NJW 2007, 3060-3061) die Durchführung des Wärme-Contracting erheblich erleichtert.
Die vom BGH in seiner früheren Rechtsprechung geforderte mietvertragliche Vereinbarung sieht dieser jetzt als gegeben an, wenn der Mietvertrag hinsichtlich der vom Mieter zu tragenden Betriebskosten auf die Anlage 3 zu § 27 II. BV verweist. Ein solcher Verweis ist in einer Vielzahl von Mietverträgen enthalten, so dass das Contracting zukünftig erheblich größere Bedeutung erlangen kann. Anlage 3 zu § 27 II. BV ist durch die inhaltsgleiche Bestimmung des § 2 Betriebskostenverordnung zum 1. Januar 2002 ersetzt worden. Bei Mietverträgen, die auf die Betriebskostenverordnung verweisen, ist daher die Rechtslage gleich. Für Altmietverträge vor dem 1. März 1989 ermöglicht der Verweis auf die Anlage 3 zu § 27 II. BV nur die Umstellung auf Fernwärme, da in der damaligen Fassung der Betrieb der zentralen Heizungsanlage im Haus durch einen Contractor nicht enthalten war. Bei Mietverhältnissen in den neuen Bundesländern, die vor dem 3. Oktober 1990 geschlossen wurden, konnte der Vermieter ab 1991 eine Betriebskostenumlage nach § 1 Betriebskostenumlageverordnung durchführen.
Problematisch bleibt die Umstellung im laufenden Mietverhältnis, und zwar auch dann, wenn der Vertrag eine allgemeine Bezugnahme auf alle Arten der Betriebskosten enthält. Erforderlich ist die Zustimmung des Mieters zur nachträglichen Umstellung. Der BGH hat zwar für die Fälle der Fernwärme – wohl im Hinblick auf den übergeordneten Gesichtspunkt der Steigerung der Energieeffizienz – eine allgemeine Bezugnahme auf § 27 II. BV als Zustimmung / Vertragsgrundlage auch für die nachträgliche Umstellung genügen lassen. Diese Rechtsprechung ist jedoch dann zweifelhaft, wenn es um Regelungen in allgemeinen Geschäftsbedingungen geht. Man würde dem Vermieter damit systemfremd ein Recht zur Änderung der Kostenstruktur geben, was wegen der Beschränkungen der Regelungen zu den AGB (§§ 304 ff. BGB) und der weitgehenden Inhalts- und Konturlosigkeit der unter den Begriff des Wärme-Contracting fallenden Vertragsmodelle den Mieterschutz aushebeln würde. 
Verstöße gegen das Wirtschaftlichkeitsgebot können wegen der hohen Anforderungen des BGH an eine solche Rüge praktisch nicht mit Erfolg gerügt werden.